# إيفان كانكر
إيفان كانكر () (المولود في 10 من مايو 1876م - 11 من أغسطس 1918م) هو كاتب سلوفيني ومؤلف مسرحي وكاتب مقالات وشاعر وناشط سياسي. وإلى جانب كل من أوتون زوبانشيتش (Oton Župančič) ودراجوتين كيت وجوزيف مورن، يُعد كانكر واحدًا من أهم الأدباء المؤسسين لحركة الحداثة في الأدب السلوفيني. كما يُعد أعظم كاتب في تاريخ اللغة السلوفينية، وكان يُقارن في بعض الأحيان بالكاتب الألماني الشهير فرانتس كافكا والكاتب الأيرلندي جيمس جويس.

## وصلات خارجية
- إيفان كانكر على موقع IMDb (الإنجليزية)
- إيفان كانكر على موقع الموسوعة البريطانية (الإنجليزية)
- إيفان كانكر على موقع ميوزك برينز (الإنجليزية)
- إيفان كانكر على موقع قاعدة بيانات الفيلم (الإنجليزية)
- مؤلفات Ivan Cankar في مشروع غوتنبرغ